# Chrysospalax
Genre
Le genre Chrysospalax regroupe des mammifères connus sous le nom de taupes dorées.

## Liste des espèces
Ce genre de taupes dorées comprend les espèces suivantes :
- Chrysospalax trevelyani (Günther, 1875)
- Chrysospalax villosus (A. Smith, 1833)